# Wilhelm von Möllendorff
Wilhelm Hermann Wichard von Möllendorff (* 6. Dezember 1887 in Manila, Philippinen; † 10. Februar 1944 in Lenzerheide, Schweiz) war ein deutscher Anatom.

## Leben und Werk
Wilhelm von Möllendorff, Sohn des Zoologen und deutschen Konsuls Otto Franz von Möllendorff (* 24. Dezember 1848; † 17. August 1903) und seiner Ehefrau Betty Blau (* 16. Dezember 1857; † 9. November 1920), besuchte eine höhere Schule in Tilsit und später das Lessing-Gymnasium in Frankfurt am Main, wo er 1906 die Abiturprüfung ablegte.
Er studierte zunächst Archäologie, dann Medizin in Heidelberg. Nach seiner Promotion ging er als Medizinalpraktikant an das Anatomische Institut der Universität Greifswald, wo er sich 1914 habilitierte. 1919 erhielt er einen Ruf als Extraordinarius an die Universität Freiburg und 1922 auf eine ordentliche Professur in Hamburg. 1923 wechselte er nach Kiel und 1927 wieder nach Freiburg.
Hier wurde er im Dezember 1932 zum Rektor für das Amtsjahr 1933/34 gewählt. Anfang April 1933 wurden auf Anordnung der badischen Regierung alle jüdischen Universitätsbediensteten zwangsweise beurlaubt, obwohl der amtierende Rektor sowie Möllendorff und andere Professoren versucht hatten, die Durchführung dieses Erlasses zumindest zu verzögern. Möllendorff übernahm das Rektorat am 15. April, trat aber nach nationalsozialistischen Presseangriffen schon am 20. April 1933 wieder zurück, wahrscheinlich auf Druck des Ministeriums. Auf Möllendorffs Vorschlag wurde Martin Heidegger neuer Rektor.
1935 nahm Möllendorff einen Ruf an die Universität Zürich an. Im gleichen Jahr wurde er Mitglied der Heidelberger Akademie der Wissenschaften. 1944 verstarb er überraschend auf einer Skitour.
Seine veröffentlichten Forschungsergebnisse betreffen Fragen der Entwicklungsgeschichte, der allgemeinen Zell- und Gewebelehre, der Vitalfärbung, des Bindegewebes, der Nierenarchitektur und -funktion sowie der Mitose und der Krebsentstehung. Möllendorff war langjähriger Herausgeber des Handbuchs der mikroskopischen Anatomie des Menschen. Zu seinen Schülern zählte der spätere Nobelpreisträger Hans Adolf Krebs.

## Familie
Am 24. Januar 1911 heiratete er Emilie Pfaff  (1889–1978). Seine älteste Tochter Ortrud von Möllendorff (1913–1992) war mit dem Hirnforscher Hugo Spatz verheiratet.

## Ehrungen
Im Mai 2018 beschloss der Gemeinderat der Stadt Freiburg im Breisgau die Umbenennung der damaligen Lexerstraße in Wilhelm-von-Möllendorff-Straße, da der ehemalige Namensgeber stark nationalsozialistisch belastet war. Stattdessen sollte von Möllendorffs Protest gegen die Entlassung jüdischer Universitätsmitarbeiter geehrt werden. Eine gegen die Umbenennung gerichtete Klage von Anwohnern wies das Verwaltungsgericht Freiburg im Februar 2020 ab und bestätigte die Begründung der Stadt.